# Whiting (Wisconsin)
Whiting è un villaggio degli Stati Uniti d'America, situato in Wisconsin, nella contea di Portage.